# Ouklejka pruhovaná
 Ouklejka pruhovaná (Alburnoides bipunctatus) je nedravá sladkovodní ryba z čeledi kaprovitých. V České republice je celoročně hájená.

## Morfologie

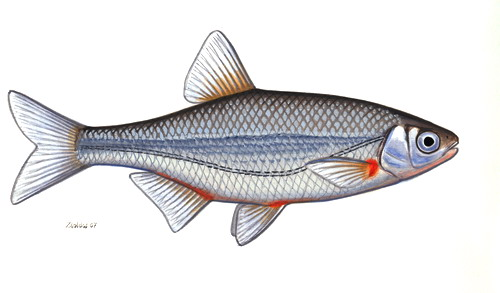
ouklejka pruhovaná (Alburnoides bipunctatus)

Ouklejka pruhovaná je drobná ryba, má zploštělé protáhlé tělo, stříbřité boky s výraznou postranní čárou, která se stáčí směrem dolů. Na základě tohoto znaku ji lze rozeznat od oukleje obecné (Alburnus alburnus), nebo od jiných podobných druhů. Smyslové buňky jsou lemované černým pigmentem, který vytváří typický řetízkovitý vzhled. Břicho je stříbřité a směrem ke hřbetní části zbarvení přechází do tmavší zelené až modré barvy. Prsní ploutve má narůžovělé, ostatní šedé. Typická je dlouhá řitní ploutev skořicově nahnědlá, u bázi může být až oranžová. V době tření může být zbarvení výraznější. Dorůstá obvykle do délky 7 až 15 cm a hmotnosti od 6 do 20 g, maximálně 40 g. Jedná se o krátkověký druh, dožívá se typicky pěti let, výjimečně byly pozorované sedmileté druhy.

## Rozšíření a ekologické nároky
Obývá zejména mělčí a rychle proudící úseky podhorských toků a horní úseky nížinných toků: parmové pásmo, lipanové pásmo a dolní část pstruhového pásma. Výskyt v řekách je různý, ve Vsetínské Bečvě je přemnožená od soutoku s Rožnovskou Bečvou až po jez v Novém Hrozenkově. Nezřídka se stává, že jediným úlovkem při muškaření je právě tato ryba, protože je rychlejší než pstruh nebo lipan, pokud v daném místě vůbec jsou. 
Vyhovuje jim tvrdé kamenité nebo štěrkové dno, které je klíčové z hlediska tření, ke kterému dochází v hejnech v měsících květen až červen. Vlivem vyšších teplot může docházet ke tření už v dubnu. Druh je velmi citlivý na čistotu vody a obsah rozpuštěného kyslíku, výsledkem čehož populace, dříve hojného druhu České republiky, výrazně ubyly. K úbytku populací vedla taky fragmentace prostředí daná výstavbou přehrad, či příčných jezů. V Čechách se výjimečně vyskytuje v říčce Kocába, v povodí Sázavy a Ohře, či Kateřinského potoka v Českém lese. Na Moravě a ve Slezsku je výskyt hojnější, byl potvrzen například z Bečvy, Opavy nebo Olše. V povodí Odry, která ústí do Černého moře, je ouklejka pruhovaná hojným druhem. V Evropě se vyskytuje v úmořích Severního, Černého, či Baltského moře, nebo v malé pobřežní oblasti Středozemního moře, kam se vlévá řeka Rýn.

## Způsob života a potrava
Ouklejka pruhovaná žije v hejnech, živí se především bentosem, jako například larvami chrostíků, muchniček, pakomárů, či náletovým vodním hmyzem ve všech vývojových stádiích. V zimě představuje hlavní složku potravy detrit a rostliny a na jaře i řasy. Pohlavní dospělosti dosahují jedinci nejčastěji kolem třetího roku života, výjimečně i ve druhém roce života. Jak už bylo zmíněno, jedinci se vytírají v mělkých prudkých úsecích se štěrkovým dnem při teplotě vody 13–16 °C. Samice kladou 3000 – 8000 jiker.

## Ohrožení a ochrana
V posledních letech byl zaznamenaný výrazný úbytek populací, který je způsoben zejména fragmentací prostředí, jakožto přímým důsledkem výstavby přehrad, kolísáním kvality vod, úbytkem rozpuštěného kyslíku, nebo technickými úpravami toků, kterými dochází k homogenizaci říčního dna. Druh je chráněný zákonem Vyhláškou 395/1992 Sb. a zařazen do kategorie „silně ohrožený“. Sportovní, či hospodářský rybolov se tedy vzhledem k zranitelnosti a ochraně druhu nedoporučuje.